# Нестюки
Нестюки (укр. Нестюки) — село в Поморянской поселковой общине Золочевского района Львовской области Украины.
Население по переписи 2001 года составляло 291 человек. Занимает площадь 1,616 км². Почтовый индекс — 80762. Телефонный код — 3265.